# Cautires kirstenae
Cautires kirstenae – gatunek chrząszcza z rodziny karmazynkowatych i podrodziny Lycinae.
Gatunek ten opisany został po raz pierwszy w 2016 roku przez Alice Jiruskovą, Michala Motykę i Ladislava Bocáka z Uniwersytetu Palackiego na łamach European Journal of Taxonomy. Opisu dokonano na podstawie jednego okazu odłowionego w 2005 roku. Jako miejsce typowe wskazano Tanah Rata w stanie Pahang. Epitet gatunkowy nadano na cześć Kirsten Miller z Muzeum Historii Naturalnej w Londynie.
Chrząszcz o smukłym ciele długości około 11,7 mm. Ubarwiony jest całkowicie czarno. Mała głowa zaopatrzona jest w blaszkowate czułki, u których blaszka trzeciego członu jest około 2,5 raza dłuższa niż trzon tegoż członu, oraz w półkuliste oczy złożone o średnicach wynoszących 0,82 ich rozstawu. Przedplecze ma około 1,5 mm długości, 2,2 mm szerokości, tępe kąty przednie, wyniesione i lekko wklęsłe krawędzie boczne oraz ostre i wystające kąty tylne. Listewki dzielą jego powierzchnię na siedem komórek (areoli), z których środkowa jest kompletna, odgraniczona wyraźnymi listewkami i przylega do tylnego brzegu przedplecza. Listewki przednio-boczne i tylno-boczne są słabo zaznaczone, wskutek czego pozostałe areole są niekompletne. Pokrywy mają równoległe boki i powierzchnię podzieloną dobrze rozwiniętymi żeberkami podłużnymi pierwszorzędowymi i drugorzędowymi oraz gęsto rozmieszczonymi żeberkami poprzecznymi na komórki (areole). Genitalia samca cechują się bardzo wąskim prąciem o nieco tylko rozszerzonej wierzchołkowej ćwiartce długości oraz spiczastym szczycie.
Owad orientalny, endemiczny dla Malezji, znany tylko z lokalizacji typowej w stanie Pahang. Spotykany został na wysokości 1600 m n.p.m.